# Kornelówka, Voivodato de Lublin
Kornelówka [kɔrnɛˈlufka] es un pueblo ubicado en el distrito administrativo de Gmina Sitno, dentro del Condado de Zamość, Voivodato de Lublin, en Polonia oriental. Se encuentra aproximadamente a 4 kilómetros al noroeste de Sitno, a 8 kilómetros al noreste de Zamość, y a 76 kilómetros al sureste de la capital regional Lublin.